# DR (azienda radiotelevisiva)
DR (Danish Broadcasting Corporation, fino al 1996 Danmarks Radio) è la radiotelevisione di stato danese. Fu fondata nel 1925 come organizzazione di servizio pubblico. È ad oggi l'impresa più grande e più antica nel settore dei media in Danimarca.
Fu una delle 23 aziende che costituirono l'Unione europea di radiodiffusione nel 1950. In seguito alla vittoria della rappresentante danese Emmelie de Forest all'Eurovision Song Contest 2013, l'emittente ha organizzato l'edizione del 2014, la cui produttrice è stata Pernille Gaardbo.
Trasmette 6 canali televisivi, 4 canali radio nazionali e una serie di radio regionali. È finanziata dal canone televisivo e non trasmette spot.

## Servizi

### Radio
- DR P1 - "Radio che fa riflettere": programmazione fattuale, reportage, confronto e dibattito su cosa pubblica, società e collettività, oltre a notizie di approfondimento.
- DR P2 - "Musica e radio culturale": musica classica, opera, jazz, radiodrammi e copertura di altri spettacoli ed eventi artistici.
- DR P3 - Radio di successo, con programmi di intrattenimento popolari e notiziari ogni ora di tre minuti. P3 copre anche i principali eventi sportivi.
- DR P4 - Il canale radiofonico più popolare della DR: una "moderna stazione di servizio pubblico" trasmessa in 10 versioni regionali, che mescola musica popolare con notizie nazionali e locali. P4 fornisce anche un canale di messaggi sul traffico per fornire informazioni sul traffico e sul viaggio.
- DR P5 - Si concentra sulla musica più antica degli anni '50 e '60 mescolata con musica più recente.
- DR P6 Beat – Focus approfondito sulla scena musicale underground e popolare.
- DR P8 Jazz – Jazz.
- DR Langbølge - La radio a onde lunghe da 243 kHz viene utilizzata per coprire i mari vicini con notizie e trasmissioni meteorologiche. Le trasmissioni sono solo 4 volte al giorno alle 05:45, 08:45, 11:45 e 17:45 ora locale.[senza fonte]

### Televisione
- DR1 (24 ore, HD ): il canale principale, ospita serie drammatiche (comprese le produzioni di alto profilo di DR), spettacoli di intrattenimento, film e documentari, nonché i principali notiziari serali, sport e programmi meteorologici.
- DR2 (24h, HD ): ultime notizie, documentari, dibattiti, commedie e film.
- DR Ramasjang (5:00–20:00, HD ): TV per bambini dai 3 ai 6 anni.

#### Online
- DR3 – Programma innovativo, rivolto principalmente a spettatori di età compresa tra i 15 e i 39 anni.
- DR Minisjang – Per bambini da 1 a 3 anni.
- DR Ultra – Per bambini dai 7 ai 12 anni.

## Programmi televisivi notevoli

### Produzioni DR
- Krøniken
- Borgen - Il potere (Borgen)
- Dansk Melodi Grand Prix
- Bedrag
- Limbo
- Monopoly (Matador)
- The Bridge - La serie originale (Broen)
- Arvingerne
- The Killing
- Skyldig

### Altro
- Eurovision Song Contest 1964
- Eurovision Song Contest 2001
- Eurovision Song Contest 2014
- Kolonien
- BaseBoys
- Klassen
- Replay, serie televisiva (2019)